# Ел Ронкильо
Ел Ронкильо (на испански: El Ronquillo) е населено място и община в Испания. Намира се в провинция Севиля, в състава на автономната област Андалусия. Общината влиза в състава на района (комарка) Сиера Норте де Севиля. Заема площ от 76 km². Населението му е 1432 души (по преброяване от 2010 г.). Разстоянието до административния център на провинцията е 49 km.
За покровител на града се смята Света дева де Грасия.

## Демография
| 1996 | 1998 | 1999 | 2000 | 2001 | 2002 | 2003 | 2004 | 2005 | 2006 |
| ---- | ---- | ---- | ---- | ---- | ---- | ---- | ---- | ---- | ---- |
| 1419 | 1437 | 1437 | 1421 | 1394 | 1349 | 1360 | 1370 | 1381 | 1392 |